# Seishiro Shimatani
Seishiro Shimatani (Prefettura di Kyoto, 6 novembre 1938 – 24 ottobre 2001) è stato un calciatore giapponese, di ruolo centrocampista.

## Statistiche

### Presenze e reti nei club
| Stagione | Squadra                  | Campionato | Campionato | Campionato |
| Stagione | Squadra                  | Comp       | Pres       | Reti       |
| -------- | ------------------------ | ---------- | ---------- | ---------- |
| 1965     | Furukawa Electric        | JSL        | 8          | 2          |
|          | Totale Furukawa Electric |            | 8          | 2          |